# Strophidon sathete
Strophidon sathete is een straalvinnige vis uit de familie van de murenen (Muraenidae), orde palingachtigen (Anguilliformes), die voorkomt in de Grote en Indische Oceaan.

## Beschrijving
Strophidon sathete kan een maximale lengte bereiken van 4 meter. Het lichaam van de vis heeft een aalachtige vorm.

## Leefwijze
Strophidon sathete komt zowel in zoet, zout als brak water voor en is gebonden aan een tropisch klimaat. De diepte waarop de soort voorkomt is maximaal 15 m onder het wateroppervlak.
Het dieet van de vis bestaat hoofdzakelijk uit dierlijk voedsel, door te jagen op zowel macrofauna als andere vissoorten.

## Relatie tot de mens
Strophidon sathete is voor de visserij van beperkt commercieel belang. Wel wordt er op de vis gejaagd in de hengelsport. Voor de mens is Strophidon sathete niet geheel ongevaarlijk: de vis is in staat de mens te verwonden.
De soort staat niet op de Rode Lijst van de IUCN.